# Isaak von Antiochien
Isaak von Antiochien war ein syrischer Dichter und Theologe des 5. Jahrhunderts n. Chr.
Von seinem Leben ist fast nichts bekannt. Er war ein Zeitgenosse des Kaisers Zenon und des Patriarchen von Antiochia Petrus Fullo. Isaak hat 67 Homilien über dogmatische und asketische Fragen in syrischer Sprache verfasst. Er verfasste ein langes Lobgedicht (Memra) auf einen Papageien, aus dem seine monophysitischen Anschauungen klar hervorgehen.
Es kam im Laufe der Kirchengeschichte häufig zu Verwechslungen mit Isaak von Ninive und Isaak Abt auf dem Monte Luco.

## Ausgaben und Übersetzungen
- Gustav Bickell (Hrsg.): Ausgewählte Gedichte der syrischen Kirchenväter. Cyrillonas, Isaak von Antiochien und Jacob von Sarug (= Bibliothek der Kirchenväter Band 77), Kempten 1872 (Digitalisat).
- Gustav Bickell (Hrsg.): S. Isaaci Antiocheni opera omnia. 2 Teile, Gießen 1873–1877 (Digitalisat).
- Simon Landersdorfer (Hrsg.): Ausgewählte Schriften der syrischen Dichter Cyrillonas, Isaak von Antiochien und Jakob von Sarug (= Bibliothek der Kirchenväter 2. Reihe, Band 6), Kempten 1912.